# Supongo que lo sabes
«Supongo que lo sabes» es una canción escrita e interpretada por el dúo estadounidense Ha*Ash. Se lanzó oficialmente junto a su vídeo oficial el 19 de mayo de 2022 como el segundo sencillo de su sexto álbum de estudio Haashtag.
La pista fue escrita por Ashley Grace, Hanna Nicole y José Luis Ortega. La pista alcanzó la primera posición de lo más escuchado en las radios nacionales de México, y alcanzó la certificación de oro en Estados Unidos y de platino en México.

## Antecedentes
Tras el lanzamiento de «Lo que un hombre debería saber» sencillo principal de su álbum Haashtag, Ha*Ash anunció que publicarían cada mes distintas canciones para la promoción del disco junto con sus vídeos musicales, lanzando «Mejor que te acostumbres» y «Serías tú». Finalmente el 19 de mayo de 2022, se publicó el cuarto adelanto del disco «Supongo que lo sabes, tema que se lanzaría como su nuevo sencillo.

## Composición y producción
«Supongo que lo sabes» fue escrita por Ashley Grace, Hanna Nicole y José Luis Ortega, bajo la producción de George Noriega y la coproducción de Hanna. La mezcla fue realizada por Javier Garza, y el tema se grabó en Cutting Cane Studios Davle.

## Video musical
El video musical de «Supongo que lo sabes» fue dirigido por Pablo Croce y se publicó el mismo día del lanzamiento del sencillo, en el clip se muestra al dúo interpretando el tema en el recinto The Fillmore Miami Beach en Florida, Estados Unidos.

## Créditos y personal
Créditos adaptados de las notas del álbum.

### Personal
- Ashley Grace: voz
- Hanna Nicole: voz, coproducción
- Jean Rodríguez: voces de fondo
- Pete Wallace: piano
- Camilo Velandia: guitarra
- George Noriega: bajos
- Lee Levin: batería
- George Noriega: producción, dirección, supervisor musical, programación, ingeniería de grabación
- Jean Rodríguez: producción vocal, ingeniería de grabación
- Javier Garza: ingeniería de mezcla
- Camilo Velandia: ingeniería de grabación
- Lee Levin: ingeniería de grabación
- Pete Wallace: ingeniería de grabación

## Posicionamiento en listas
| Listas (2022)                       | Mejor posición |
| ----------------------------------- | -------------- |
| Costa Rica (Monitor Latino)         | 20             |
| Estados Unidos (Latin Pop Songs)    | 19             |
| Guatemala Tocadas (Monitor Latino)  | 10             |
| México (Monitor Latino)             | 1              |
| México Top tocadas (Monitor Latino) | 7              |

| Listas (2022)                       | Mejor posición |
| ----------------------------------- | -------------- |
| Costa Rica (Monitor Latino)         | 97             |
| México (Monitor Latino)             | 33             |
| México Top tocadas (Monitor Latino) | 58             |

## Certificaciones
| País (organismo certificador) | Certificación | Unidades certificadas |
| ----------------------------- | ------------- | --------------------- |
| Estados Unidos (RIAA)         | Oro (Latin)   | 30 000                |
| México (AMPROFON)             | Platino       | 140 000               |